# Chinghaipsylla ampliodigita
Chinghaipsylla ampliodigita är en loppart som beskrevs av Liu Jiou, Liu Quan et Liu Chiying 1982. Chinghaipsylla ampliodigita ingår i släktet Chinghaipsylla och familjen smågnagarloppor. Inga underarter finns listade i Catalogue of Life.